# We Are Men
We Are Men – komediowy amerykański serial telewizyjny wyprodukowany przez CBS. Serial miał swoją premierę 30 września 2013 roku.  Pomysłodawcą serialu jest Rob Greenberg. Po wyemitowaniu zaledwie dwóch odcinków władze stacji CBS anulowały serial.

## Fabuła
Serial skupia się wokół Cartera, który jest na życiowym zakręcie. W ośrodku wypoczynkowym poznaje paru od niego starszych mężczyzn, którzy postanawiają nawzajem sobie pomagać.

## Obsada
- Kal Penn jako Gil Bartis – ma własną małą firmę, którego życie zmieniło się kiedy jego romans z kochanką wyszedł na jaw
- Chris Smith jako Carter Thomas – został porzucony przed ołtarzem przez swoją wybrankę. Teraz musi odnaleźć się na nowo w świecie randek.
- Jerry O’Connell jako Stuart Strickland – typowy kobieciarz, chce swój majątek ukryć przed sprawą rozwodową
- Tony Shalhoub jako Frank Russo – czterokrotnie rozwiedziony,nadal uważa, że ma powiedzenie u kobiet
- Rebecca Breeds jako Abby Russo – córka Franka, która niczego nie musi ukrywać

### Role drugoplanowe
- Aya Cash jako Claire
- Bre Blair jako Amy

## Odcinki
| Sezon | Sezon | Odcinki | Oryginalna emisja | Oryginalna emisja   | Oryginalna emisja | Oryginalna emisja | Oryginalna emisja |
| Sezon | Sezon | Odcinki | Premiera sezonu   | Finał sezonu        | Premiera sezonu   | Finał sezonu      |                   |
| ----- | ----- | ------- | ----------------- | ------------------- | ----------------- | ----------------- | ----------------- |
|       | 1     | 2       | 30 września 2013  | 7 października 2013 | brak danych       | brak danych       |                   |

### Sezon 1 (2013-2014)
| Nr | # | Tytuł                   | Reżyseria     | Scenariusz          | Premiera            | Premiera    |
| -- | - | ----------------------- | ------------- | ------------------- | ------------------- | ----------- |
| 1  | 1 | Pilot                   | Rob Greenberg | Rob Greenberg       | 30 września 2013    | brak danych |
| 2  | 2 | We Are Dognappers       | Adam Arkin    | Bob Daily           | 7 października 2013 | brak danych |
| 3  | 3 | We Are One Night Stands | Walt Becker   | Lesley Wake Webster | brak danych         | brak danych |
| 4  | 4 | We Are Learning to Swim | brak danych   | brak danych         | brak danych         | brak danych |